# Wapen van Wijnjewoude

Wapen van Wijnjewoude

Het wapen van Wijnjewoude is het dorpswapen van het Nederlandse dorp Wijnjewoude, in de Friese gemeente Opsterland. Het wapen werd in 2000 geregistreerd.

## Beschrijving
De blazoenering van het wapen luidt als volgt:
In rood een ingedreven punt van goud, overgaande in een staak van hetzelfde; in de schildvoet beladen met een golvende blauwe dwarsbalk; rechts op het rood vergezeld van boven naar beneden van een klaverblad, twee naast elkaar geplaatste turven en een boekweitkorrel, alles van zilver, en links op het rood een zilveren steigerend paard.
De heraldische kleuren zijn: keel (rood), goud (goud), azuur (blauw) en zilver (zilver).

## Symboliek
- Gouden punt: symbool voor de zandrug waar het dorp op gelegen is.[3]
- Twee rode langwerpige schilden: staan voor de twee afzonderlijke dorpen Wijnjeterp en Duurswoude die in 1974 samengevoegd werden tot Wijnjewoude. De kleur rood duidt op heide.[3]
- Zilveren turven: verwijzing naar de vervening in het gebied en naar de tegenwoordige Turfroute.[3]
- Boekweitkorrel: beeldt het verbouwen van boekweit uit in zowel Wijnjeterp als Duurswoude.[3]
- Klaverblad: symboliseert het grasland rond het dorp.[3]
- Steigerend paard: ontleend aan de windwijzers van zowel de kerk van Wijnjeterp als de kerk van Duurswoude.[3]
- Golvende blauwe dwarsbalk: verwijst naar het Ouddiep en de Opsterlandse Compagnonsvaart.[3]

## Zie ook

Vlag van Wijnjewoude